# 킬 힘
《킬 힘》(영어: Uwantme2killhim?)은 2013년 공개된 영국의 영화이다.

## 출연

### 주연
- 제이미 블랙리
- 토비 레그보
- 잭 로던

### 조연
- 조앤 프로갯
- 리즈 화이트
- 제이미 윈스톤
- 스테파니 레오니다스
- 마크 우마크
- 루이스 델라메어
- 에이미 렌
- 제임스 버로우즈

## 기타
- 미술: 폴 크립스
- 세트: 조 호
- 분장: 제니 할링
- 분장-미용: 린다 암스트롱
- 의상: 캐롤라인 해리스
- 배역: 일레인 그레인저
- 배역: 루신다 사이슨